# Accident de train de Qalyubiya
 (avril 2021).
L'accident de train de Qalyubiya est survenu le 18 avril 2021 lorsqu'un train a déraillé près de la ville de Benha dans le gouvernorat de Qalyubiya, en Égypte. L'accident a fait 11 morts et 98 blessés, piégeant plusieurs personnes sous des voitures renversées.